# Credo, quia absurdum
Credo, quia absurdum är en latinsk fras som betyder "jag tror, emedan det är orimligt". Det är ett bevingat ord i diskursen om den kristna teologin, när uppenbarelsetro står emot erfarenhetsbaserat förnuft. Uttrycket innebär, att man inte skall försöka begripa trons innehåll, eftersom detta ofta måste förefalla det mänskliga förståndet såsom någonting orimligt.
Uttrycket tillskrivs kyrkofadern Tertullianus och hans skrift De carne Christi gällande Kristi lekamliga död och som utgjorde ett försvar för ortodoxin mot doketismen. Citatet är dock ett förvanskat utdrag ur en längre fras som lyder:
Natus est Dei Filius, non pudet, quia pudendum est;
et mortuus est Dei Filius, prorsus credibile est, quia ineptum est;
et sepultus resurrexit, certum est, quia impossibile.
— (De Carne Christi V, 4)
"Guds son föddes: det finns ingen skam, för det är skamligt.
Och Guds son dog: det är helt trovärdigt, för det är osunt.
Och, begraven, reste han sig igen: det är säkert, för det är omöjligt."